# ولادیمیر پورتنوی
ولادیمیر پورتنوی (به انگلیسی: Vladimir Portnoi) ژیمناست زادهٔ ۹ ژوئن ۱۹۳۱ میلادی اهل کشور شوروی است.